# Ectopleura prolifica
Ectopleura prolifica är en nässeldjursart som beskrevs av Edward Hargitt 1908. Ectopleura prolifica ingår i släktet Ectopleura och familjen Tubulariidae. Inga underarter finns listade i Catalogue of Life.